# Фірмо
Фірмо (італ. Firmo, сиц. Firmu) — муніципалітет в Італії, у регіоні Калабрія,  провінція Козенца.
Фірмо розташоване на відстані близько 400 км на південний схід від Рима, 100 км на північ від Катандзаро, 50 км на північ від Козенци.
Населення — 2156 осіб (2014).
Покровитель — Atanasio di Alessandriasant'Atanasio.

## Демографія
Населення за роками:

Станом на 1 січня 2023 року в муніципалітеті офіційно проживало 66 іноземців з 13 країн, серед них 20 громадян країн Євросоюзу та 4 громадяни України.

## Сусідні муніципалітети
- Альтомонте
- Лунгро
- Сарачена